# Karahna
Karahna fue una ciudad hitita situada al sureste de Hattusa, en la Tierras Altas, conquistada por los kaskas de la ciudad hegemónica de Pishuru en 1300 a. C. En la época de Hattusili III la ocuparon, así como la cercana ciudad de Marišta, los «hombres de Takkašta y Pišhuruš», que más tarde también atacaron Kültepe. Esta población aparece mencionada en textos cuneiformes de Masat Höyük (Tapikka), junto a Zile.